# Три слова (Цілком таємно)
Три слова (англ. Three Words) — 16-й епізод восьмого сезону серіалу «Цілком таємно». Епізод належить до «міфології серіалу» та надає можливість глибше з нею ознайомитися. Прем'єра в мережі «Фокс» відбулася 8 квітня 2001 року.
У США серія отримала рейтинг Нільсена, рівний 7.6, це означає — в день виходу її подивилися 12.2 мільйона глядачів.

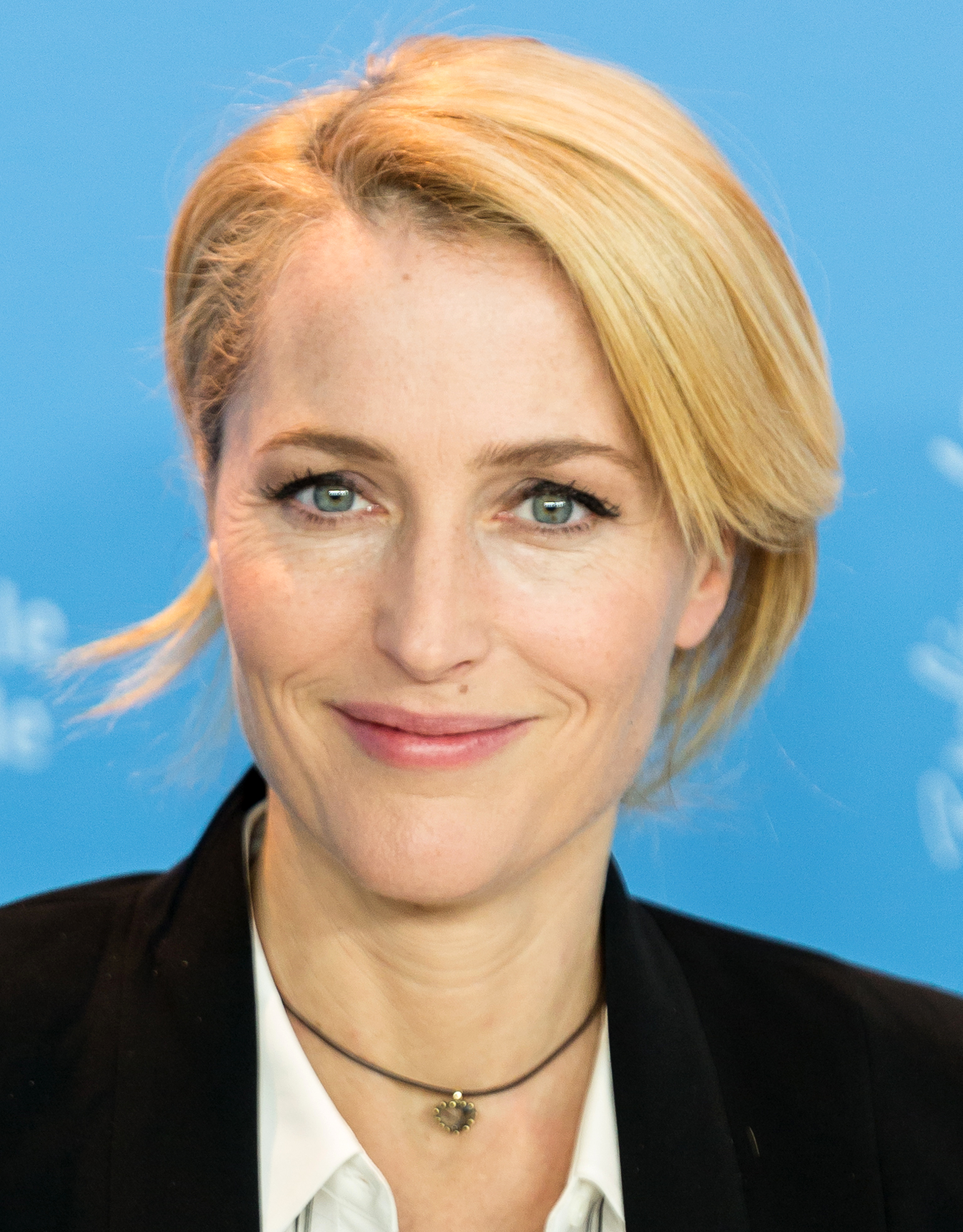

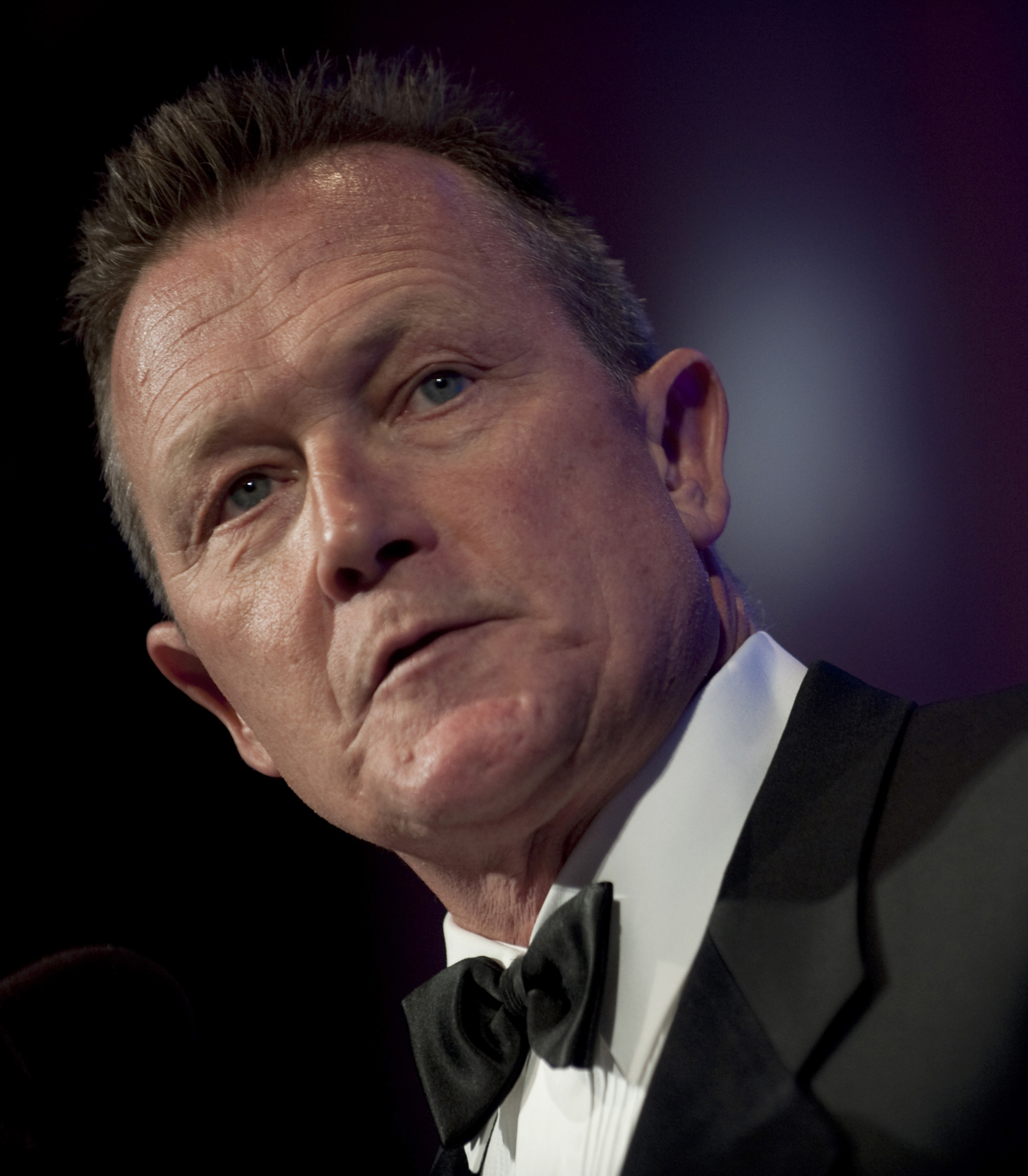

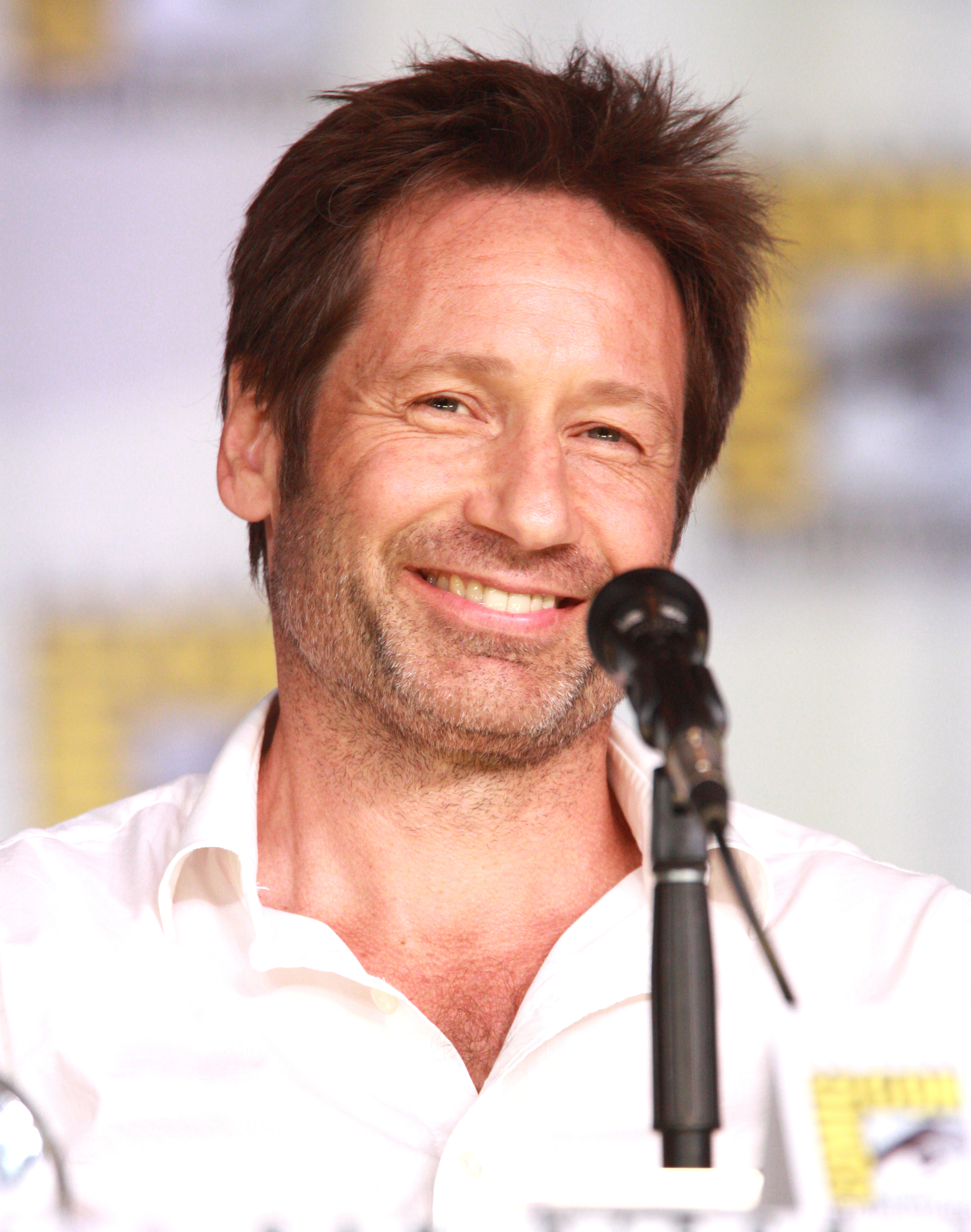

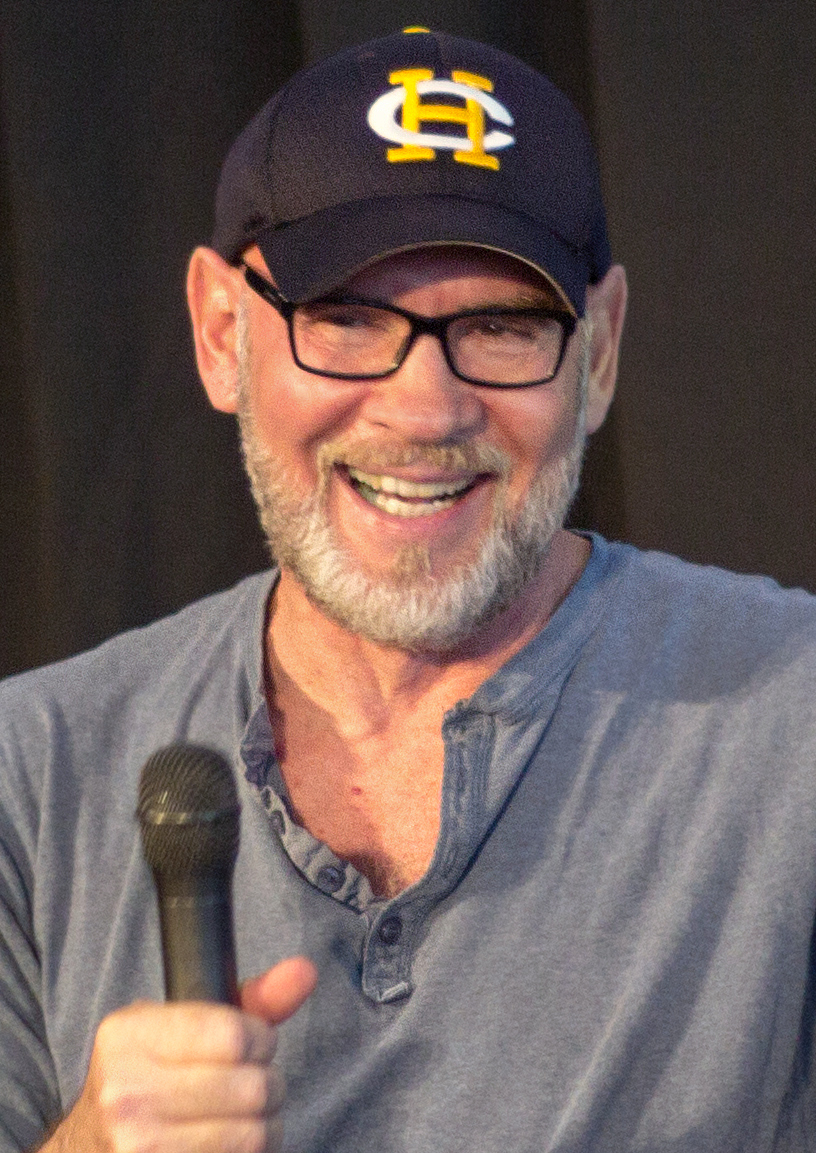

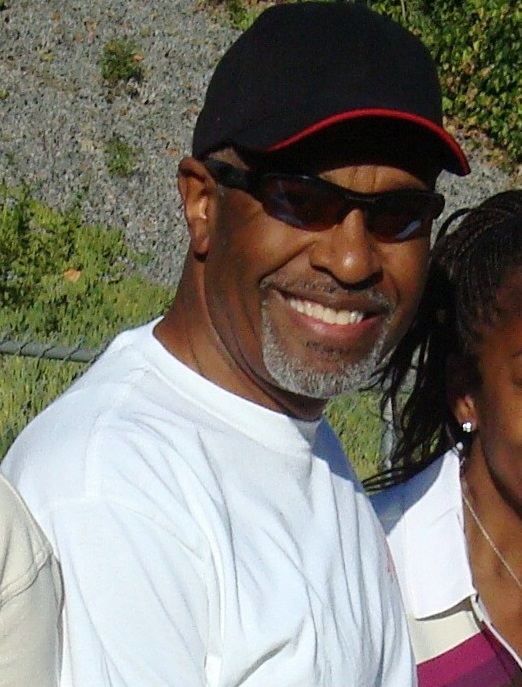

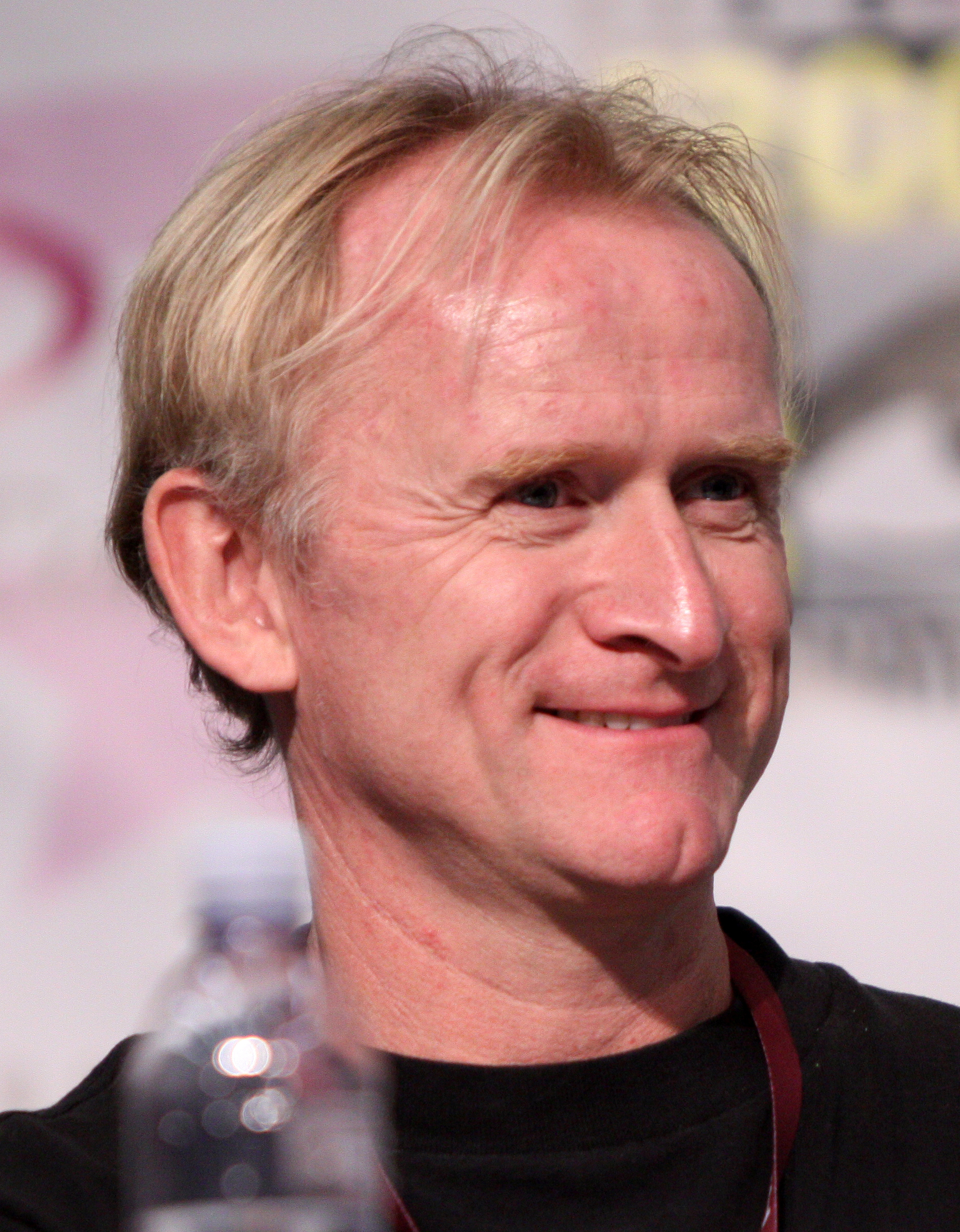

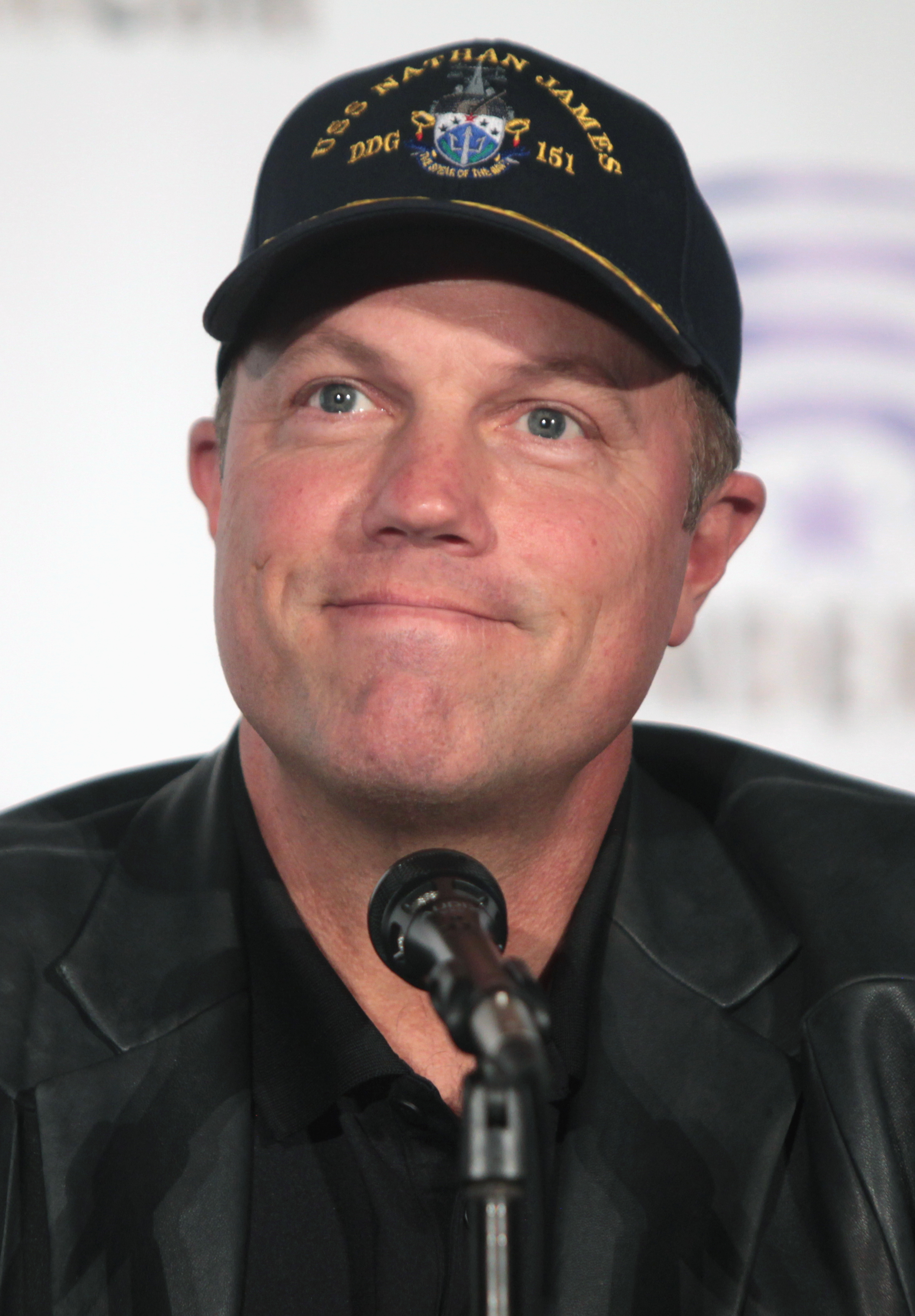

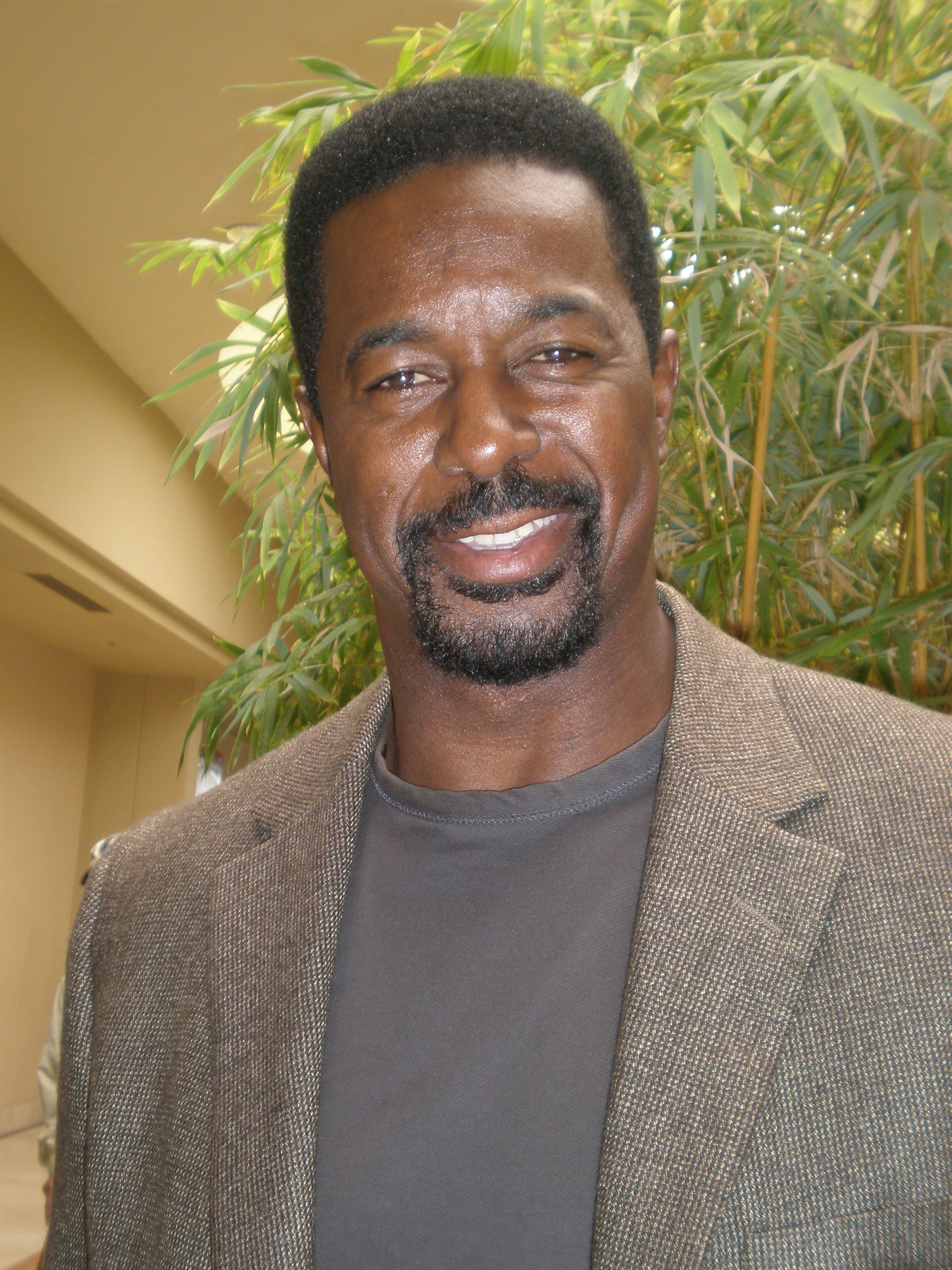

Малдер таємно проводить своє розслідування після того, як людина, яка намагалася дістатися президента і попередити його про майбутнє вторгнення інопланетян, була застрелена прямо на галявині Білого дому. Намагаючись добути нові докази колонізації, він опиняється у скрутній ситуації.

## Зміст
Істина поза межами досяжного
Під покровом темряви невідомий вдягає чорні рукавчики і перестрибує через паркан до Білого дому; його перехоплюють співробітники Секретної служби. Борючись із ними, він дістає пістолет і випадково стріляє в себе. Стікаючи кров'ю на землі, він передає комп'ютерний диск охоронцю, благаючи віддати його президенту. На диску записані три слова: «Борися за майбутнє».
В лікарні Фокс Малдер згадує, як його катували на кораблі інопланетян. Дейна Скаллі входить з доктором Лімом, і вони повідомляють йому напрочуд хороші новини: неврологічне захворювання, яке вбивало його до зникнення Фокса, пропало, і він цілком здоровий. Фокс віджаротвується — що він почувається як Остін Паверс. Малдер повертається до своєї квартири зі Скаллі, і він вітає її з вагітністю, якої Дейна довго очікувала. Фокс просить Дейну трохи зачекати — він має зрозуміти що з ним сталося. Тим часом у в'язниці бібліотекар дає колишньому лідеру культу НЛО Авесалому книгу про прихід апокаліпсису. Всередині захована газетна стаття про працівника статистичного архіву, який перестрибнув через паркан Білого дому.
У штаб-квартирі ФБР заступник директора Елвін Керш повідомляє Джону Доггетту і Волтеру Скіннеру, що Малдер подав заявку на відновлення в «Секретних матеріалах». Він має намір відхилити прохання, заявивши про більший відсоток успіху з Доггеттом. При цьому говорить в неприємній Доггетту формі. Керш ігнорує захист Малдера Доггеттом і Скіннером, вважаючи його непридатним для належної роботи Бюро. Скіннер і Скаллі повідлмляють Фоксу про стан речей — Малдер у відповідь загоряється бажанням працювати. Авесалом втікає під час роботи, нападаючи на охоронця із знайденою при розчистці дороги дерев'якою із цвяхом. Авесалом встигає пробігти перед електровозом і зникає.
Увечері Доггетт виявляє, що Авесалом чекає на нього вдома з пістолетом. Авесалом вимагає від Доггетта показати потилицю, щоб підтвердити його особу. Він розповідає Доггетту, що чоловік, убитий біля Білого дому, Говард Солт, помер за те, що він знав про вторгнення інопланетян.
Авесалом націлює свій пістолет на спину Доггетта, плануючи отримати інформацію про Солта, а агента використовує як заручника. У відділі ФБР оголошено тривогу через втечу Авесалома. Тим часом Дейна не може додзвонитися Доггетту. А Малдер тим часом засідає в своєму робочому кабінеті. Фокс вказує Скіннеру і Скаллі спільну світлину із Авесаломом і Солтом. Фокс підозрює — у застреленого було іще щось — і важливіше. Тим часом Авесалом зв'язаному Доггетту приліплює пістолет на спину в напрямі його голови.
Скіннер в Бюро перепису виявляє — весь жорсткий диск комп'ютера Соллта зайнятий — 10 гігабайтів пам'яті. Скаллі із Фоксом намагаються винести жорсткий диск. Авесалом і Доггетт намагаються проникнути в базу даних бюро перепису населення, де, як стверджує Авесалом, містяться дані, які доказують, що інопланетяни вже тут. Але план не вдається, коли рентгенівський сканер виявляє зброю. Авесалома застрелили охоронці. Пізніше Малдер звинувачує Доггетта в навмисній спробі приховати правду, підготувавши до вбивства Авесалома, на що Доггетт дуже ображається. Фокс звинувачує Доггетта у вбивстві Авесалома і між ними відбувається напруженість. Малдер звертається за допомогою до Самотніх стрільців. Пізніше Доггетт зустрічається зі своїм помічником Ноулом Рорером, який відкриває пароль до бюро перепису: «Борися за майбутнє».
Через Скаллі Доггетт передає пароль Малдеру. До Доггетта уночі приходить Скіннер і картає що він дав Скаллі пароль. Малдер проникає в бюро перепису населення за допомогою Самотніх стрільців, шукаючи комп'ютерні дані. Незабаром приходить Доггетт, розуміючи, що витік пароля був пасткою і просить Дейну забиратися чимшвидше. Після запеклої суперечки — а також після того, як і Скаллі, й Самотні стрільці повідомили Малдеру про прибуття найманців з секретних операцій на місце події — вони змушені піти. Самотні стрільці вказують на імовірний шлях відходу.
Згодом Доггетт протистоїть Ноулу з приводу фальшивого паролю, але Рорер стверджує — він просто намагався допомогти Джону дізнатися правду. Коли Доггетт і Скіннер відходять, на хребті під потилицею Рорера видно дивні виступи.

## Зйомки
Серію написали Кріс Картер і Френк Спотніц, режисував Тоні Вормбі. Він вирішив, що Нельсон Машіта щнову зіграти Доктора Ліма. Джадсон Скотт втретє з'явився в серіалі як лідер культу Авесалом — після «Живого мерця» і «Цього не може бути». Сцена бейсбольного поля була знята в парку «Cheviot Hills» Лос-Анджелеса; парк раніше використовувався в епізоді 6-го сезону «Неприродний» та наступному епізоді «Володар мух».
В цій серії Малдер готується подати заявку на поновлення до відділу «Цілком таємно». Тим часом керівник Малдера, заступник директора Керш, повідомляє Доггетту, що має намір відхилити запит. Оскільки восьмий сезон майже закінчився, продюсери та сценаристи вирішили «відмовити» Малдеру у повторному допуску до ФБР — щоб залучити Джона Доггетта та Моніку Рейєс до серіалу як нових головних зірок дев'ятого сезону. Девід Духовни погодився з цим методом, зазначивши: «Я повністю вважав правильним те, що вони повинні намагатися зосередитися на чомусь іншому, і що, оскільки я збираюся повернутися тільки у другій половині восьмого сезону, вони повинні перефокусуватися на будь-кому не-Малдері… і ви опинитесь в тій самій жахливій ситуації на початку дев'ятого сезону».

## Показ і відгуки
Епізод вперше вийшов на телеканалі «Fox» 8 квітня 2001 року, отримавши рейтинг Нільсена 7,6, що означає — його побачили 7,6 % домогосподарств країни. «Три слова» переглянули 7,77 мільйона домогосподарств і 12.2 мільйона глядачів. «Fox» рекламував епізод із гаслом «Хто буде контролювати X-файли?» Згодом епізод був включений до «The X-Files Mythology, Volume 4 — Super Soldiers», колекції DVD, яка містить епізоди, пов'язані з сюжетною лінією інопланетних суперсолдатів.
«Три слова» отримали неоднозначні або позитивні відгуки критиків. Роберт Ширман і Ларс Пірсон у книзі «Хочемо вірити: критичний посібник з Цілком таємно, Мілленіуму та Самотніх стрільців» оцінили епізод 5 зірками із п'яти, назвавши його «надзвичайно добре виконаним усіма зацікавленими сторонами». Оглядачі вважали, що епізод був схожий на попередній — «Вручну» і був дещо шаблонним; однак вони зазначили, що це був необхідний і позитивний крок до переосмислення серіалу після змін, внесених в його останні два сезони, пояснюючи «що сенс усього цього лише в тому, щоб підкреслити, наскільки по-різному зараз відчуває себе всесвіт „Цілком таємно“, знайомство із складовими лише дають нам зрозуміти, що суміш більше ніколи не буде колишньою». Пишучи для «Телебачення без жалю», Джессіка Морган оцінила епізод на «B», хоча вона відчувала, що на цьому етапі міфологія серіалу рухалася «в концентричних колах болю та плутанини».
Зак Гендлен з «The A.V. Club» присвоїв епізоду оцінку «B+» і написав, що він «встає на ноги і готовий до дії, і привносить у цю роль нову енергію». Йому сподобалося, як серіал представив історію як таку, в якій «ми приділяємо стільки ж часу, дивлячись на Малдера ззовні, як і бачимо події з його точки зору», «тому що це робить речі цікавими». Гендлен також написав, що, хоча епізод не вразив емоційних нот, які зробив його попередник, «Deadalive», він, тим не менш, був «сильнішим сюжетно» і побудований до «неминучого завершення в класичному стилі X-Files».
Не всі відгуки були позитивними. Том Кессеніч у книзі «Екзаменації» дав неоднозначну оцінку серії, написавши: «Це був епізод, який мав величезні перспективи, і Картер та Спотніц майже впоралися. На жаль, вони не змогли повністю та розумно інвестувати свої задуми в повернення Малдера». Пола Вітаріс з «Cinefantastique» надала епізоду в значній мірі негативний відгук і присудила йому 1.5 зірки з чотирьох. Вона написала, що, незважаючи на початок «з надзвичайно вражаючою грою Духовни», епізод перетворюється на «втрачену можливість дослідити психіку людини, яка зазнала тортур».

## Знімалися
| Актор                    | Роль                         |
| ------------------------ | ---------------------------- |
| Джилліан Андерсон        | Дейна Скаллі                 |
| Девід Духовни            | Фокс Малдер                  |
| Роберт Патрік            | Джон Доггетт                 |
| Адам Болдвін             | Нолі Рорер                   |
| Том Брейдвуд             | Мелвін Фрогікі               |
| Дін Гаглунд              | Річард Ленглі                |
| Брюс Гарвуд              | Джон Байєрс                  |
| Двайт Гікс               | озброєний тюремний охоронець |
| Джеймс Пікенс (молодший) | Елвін Керш                   |
| Мітч Піледжі             | Волтер Скіннер               |
| Джадсон Скотт            | Авесалом                     |